# Klorazepat
Klorazepat je vrsta psihotropne tvari. Uvršten je u Hrvatskoj na temelju Zakona o suzbijanju zlouporabe droga na Popis droga, psihotropnih tvari i biljaka iz kojih se može dobiti droga te tvari koje se mogu uporabiti za izradu droga, pod Popis droga i biljaka iz kojih se može dobiti droga, pod 2. Popis psihotropnih tvari i biljaka, Odjeljak 4 - Psihotropne tvari sukladno Popisu 4. Konvencije UN-a o psihotropnim tvarima iz 1971. godine. Kemijsko ime je 7-klor-2,3-dihidro-2-okso-5-fenil-1H-1,4-benzodiazepin-3-karboksilna kiselina.